# Fenerbahçe S.K.
Fenerbahçe Spor Kulübü (phát âm tiếng Thổ Nhĩ Kỳ: [feˈnɛrbaht͡ʃe]) là một câu lạc bộ thể thao đa môn có trụ sở tại Kadiköy, thành phố Istanbul (Thổ Nhĩ Kỳ).

## Bóng đá
- Vô địch Thổ Nhĩ Kỳ: 19
  - 1959, 1961, 1964, 1965, 1968, 1970, 1974, 1975, 1978, 1983
  - 1985, 1989, 1996, 2001, 2004, 2005, 2007, 2011, 2014
- Cúp bóng đá Thổ Nhĩ Kỳ: 6
  - 1968, 1974, 1979, 1983, 2012, 2013
- Siêu Cúp bóng đá Thổ Nhĩ Kỳ: 9
  - 1968, 1973, 1975, 1984, 1985, 1990, 2007, 2009, 2014

## Bóng rổ

### Nam
- Vô địch Thổ Nhĩ Kỳ: 4
  - 1957, 1959, 1965, 1991
- Cúp Liên đoàn bóng rổ Thổ Nhĩ Kỳ: 6
  - 1954, 1958, 1959, 1960, 1961, 1967
- Siêu cúp bóng rổ Thổ Nhĩ Kỳ: 3
  - 1990, 1991, 1994

### Nữ
- Vô địch Thổ Nhĩ Kỳ: 4
  - 1999, 2002, 2004, 2006
- Cúp Liên đoàn bóng rổ Thổ Nhĩ Kỳ: 6
  - 1999, 2000, 2001, 2004, 2005, 2006
- Siêu cúp bóng rổ Thổ Nhĩ Kỳ: 5
  - 1999, 2000, 2001, 2004, 2005

## Bóng chuyền

### Nam
- Vô địch Istanbul: 5

### Nữ
- Vô địch Thổ Nhĩ Kỳ: 8
- Vô địch Istanbul: 9